# El Pla de Godall
El Pla de Godall és una masia del municipi d'Olius inclosa en l'Inventari del Patrimoni Arquitectònic de Catalunya.

## Descripció
Masia de planta rectangular i teulada de doble vessant, orientada nord-sud. Façana principal amb gran arcada. La planta baixa és amb sòl de pedra i coberta amb volta de canó. Les obertures tant al primer pis com al superior, són petites. Les primeres són petits balcons amb llinda de pedra i les superiors, a part d'una galeria amb arcada de mig punt, són petites finestres.
La premsa de vi es troba a l'eixida, al primer pis prop d'on hi ha el pou. Parament de pedres irregulars amb filades.

## Història
El nom Godall surt en la documentació dels segles x i xi, i possiblement és de procedència visigòtica. Ramon Guadall (Godall) el 1080 era un gran terratinent de la zona de Trevics i donà a Santa Maria de Solsona les terres que tenia sota el castell: el molí de Rocafort, el molí de Quinquespes i el colomer de Solanells.

## Com anar-hi
Al km. 50 de la carretera C-451 de Biosca a Solsona (41° 57′ 57″ N, 1° 30′ 26″ E / 41.96583°N,1.50722°E) cal prendre la que, en direcció sud, mena al nucli de Brics (ben senyalitzat). Després d'1,5 km.(41° 57′ 19″ N, 1° 30′ 46″ E / 41.95528°N,1.51278°E), en un encreuament, es tomba cap a llevant (esquerra), es passa a prop de la capella de Sant Prim i s'arriba al Pla en 1,4 km. més. Camins asfaltats.